# Гомињак
43° 43′ 30″ N 15° 24′ 27″ E / 43.72500° С; 15.40750° И
Гомињак је ненасељено острвце у хрватском дијелу Јадранског мора. Налази се у Корнатском архипелагу око 0,4 km јужно од Лунге. Дио је Националног парка Корнати. Његова површина износи 0,244 km², док дужина обалске линије износи 3,03 km. Највиши врх је висок 63 m. Грађен је од доломита и кречњака кредне старости. Административно припада општини Муртер-Корнати у Шибенско-книнској жупанији.